# NGC 1568/2
NGC 1568/2 је лентикуларна галаксија у сазвежђу Еридан која се налази на NGC листи објеката дубоког неба.
Деклинација објекта је - 0° 44' 46" а ректасцензија 4h 24m 25,3s. Привидна величина (магнитуда) објекта NGC 1568 износи 15,1 а фотографска магнитуда 16,0. NGC 15682 је још познат и под ознакама UGC 3032, MCG 0-12-27, CGCG 393-16, VV 809, 2ZW 10, PGC 15042.